# Gerardo Chijona
Gerardo Chijona Valdés (19 de septiembre de 1949, La Habana, Cuba), conocido simplemente como Gerardo Chijona, es un director de cine cubano.

## Biografía
Chijona se hizo Licenciado en Lengua y Literatura Inglesas en la Universidad de La Habana. En 1974 comienza a trabajar en el ICAIC, donde publicaba críticas cinematográficas en diversos medios de prensa, entre los cuales cuentan el periódico Granma y la revista Cine Cubano.
Dos años más tarde, en 1976, comienza a trabajar como asistente de dirección en Río Negro (1976) de Manuel Pérez y Leyenda (1981), de Rogelio París y Jorge Fraga, entre otras. Trabajando como director asistente, hizo Retrato de Teresa (1979) y Habanera (1984), las dos de Pastor Vega y en Canto a la vida (1983), de Rogelio París.
En 1984 es promovido a director de documentales. En 1992 termina Adorables mentiras, su primer largometraje de ficción.  El filme, que tuvo su estreno mundial en el Festival de Sundance de 1992, fue también finalista a la Cámara de Oro en el Festival de Cannes. Sus dos largometrajes posteriores, Un paraíso bajo las estrellas (1999) y Perfecto amor equivocado (2004), también fueron estrenados en el Festival de Sundace.
Sus obras, especialmente las últimas, fueron premiadas en festivales nacionales e internacionales (Río de Janeiro, Martinica, Nueva York, Moscú, La Habana, Huelva, Bilbao). En el 2010 termina Boleto al paraíso, su cuarto largometraje, que fue estrenado mundialmente en el Festival de Sundace, donde fue bien recibido.
En 2018, su película Los buenos demonios, basada en la novela Algún demonio de Alejandro Hernández, ganó las biznagas de plata del Festival de cine de Málaga a Mejor Actor de Reparto (Vladimir Cruz), Mejor Guion (Daniel Díaz Torres y Alejandro Hernández), y Mejor Música (Edesio Alejandro).

## Filmografía
| Año  | Película                       | Clase                   |
| ---- | ------------------------------ | ----------------------- |
| 1984 | Una vida para dos              | Documental              |
| 1984 | Los bebitos de Bebito          | Documental              |
| 1985 | Cuando termina el baile        | Documental              |
| 1986 | Ella vendía coquitos           | Documental              |
| 1987 | Kid Chocolate                  | Documental              |
| 1988 | El desayuno más caro del mundo | Cortometraje de ficción |
| 1992 | Adorables mentiras             | Largometraje de ficción |
| 1999 | Un paraíso bajo las estrellas  | Largometraje de ficción |
| 2004 | Perfecto amor equivocado       | Largometraje de ficción |
| 2010 | Boleto al paraíso              | Largometraje de ficción |
| 2013 | Esther en alguna parte         | Largometraje de ficción |
| 2016 | The Human Thing                | Largometraje de ficción |
| 2018 | Los buenos demonios            | Largometraje de ficción |

## Fuente
- Biofilmografía de Gerardo Chijona en el Sitio Web Oficial de Boleto al paraíso
- Gerardo Chijona en Internet Movie Database (en inglés).

- Datos: Q6439155